# 华中1945年夏季战役
华中1945年夏季战役，中国又称华中抗日根据地大反攻，是中国抗日战争中中日双方发生的战役。
1945年8月14日，华中的国民革命军新四军向日、“伪”军发起进攻，攻占县城30余座、据点40余处